# آب‌سنگ حلقوی تاکوئو
تاکوئو که "تائوئوئو" گفته می‌شود به نام‌های دیگری چون "تاکوئو مورتلوک" یا "جزایر مارکوئین" نیز شناخته می‌شود. تاکوئو یک آب‌سنگ حلقوی کوچک در کناره خاوری جزیره بوگنویل در پاپوآ گینه نو است.

## جغرافیا
تاکوئو در ۳۶۴ کیلومتر (۲۲۶ مایل) شمال خاوری پایتخت جزیره بوگنویل (کئیتا) قرار دارد. این آب‌سنگ حلقوی، نزدیک به ۱۳ آبخوست در خاور و یک آبخوست در شمال باختر را در بر می‌گیرد. مختصات این آب‌سنگ حلقوی ۴°۴۵′ جنوبی ۱۵۷°۲′ شرقی / ۴٫۷۵۰°جنوبی ۱۵۷٫۰۳۳°شرقی است. آبخوست تاکوئو در جنوبی‌ترین بخش، بزرگترین آبخوست قسمت شرقی آب‌سنگ حلقوی است. اما بیشتر جمعیت در آبخوست کوچکی در نزدیکی آن به نام نوکوتوآ زندگی می‌کنند.
آبخوست‌های درون آب‌سنگ حلقوی تاکوئو، بلندای بسیار کمی دارند به گونه‌ای تنها چند متر بالاتر از بیشترین سطح مد دریا قرار می‌گیرند. مردم محلی و پژوهش‌های دانشگاه آکلند که سطح آب دریا را برای ۱۷ سال بررسی کردند، تأیید کرده‌اند سطح آب دریا در حال بالا آمدن است. البته این افزایش، بسیار کمتر از ۲۰ سانتی‌متر در سال بوده‌است. دو دانشمند که در دسامبر ۲۰۰۸ از این آب‌سنگ حلقوی بازدید کرده‌اند می‌گویند که بدون فعالیت‌های زمین‌ساخت، این آب‌سنگ حلقوی زیر آب نخواهد رفت.
با اینکه به نظر می‌رسد ساختار فیزیکی آب‌سنگ حلقوی برای مدتی پایدار باشد اما مشکلاتی چون تغییر اقلیم و مسائل سیاسی، زندگی در تاکوئو را سخت کرده‌اند. پیش‌بینی شده که تغییرات آب و هوایی در پایان، امکان زندگی در این آب‌سنگ حلقوی را ناممکن کنند. مردم تاکوئو تا جای ممکن به دیگر جزیره‌های پاپوآ گینه نو مهاجرت می‌کنند اما نخواهند توانست در یک محل جمع شده و یک جامعه یکپارچه تشکیل دهند.

## جمعیت و فرهنگ
نزدیک به ۴۰۰ نفر با اصلیت پلی‌نزی در این آبخوست‌ها زندگی می‌کنند. تاکوئو یکی از فرهنگ‌های جدا افتاده پلی‌نزی است که بیرون از مثلث پلی‌نزی قرار دارد. مردم تاکوئو همواره تلاش زیادی برای زنده نگهداشتن سنت‌ها و باورهای مذهبی خود داشته‌اند. برای حفاظت در برابر تأثیرات فرهنگی، آریکی (رئیس قبیله) برای ۲۵ سال از ورود مبلغان مسیحیت جلوگیری کرد و تنها چهار پژوهش‌گر اجازه ورود به جزیره و زندگی با مردم تاکوئو را داشته‌اند. از سال ۲۰۰۱ با بازگشت جوانانی که در سرزمین اصلی پاپوآ گینه نو زندگی و تحصیل کرده‌اند این ممنوعیت برداشته شد. هم‌اکنون چند کلیسا در نوکوتوآ وجود دارند.

## زبان
مردم تاکوئو به یکی از زبان‌های پلی‌نزیایی صحبت می‌کنند. گروه‌بندی‌های تازه زبان‌های پلی‌نزیایی، زبان تاکوئو را در کنار نوکوئورو، کاپینگامارانگی، نوکوریا، نوکومانو، لوآنگیوآ، و سیکایانا در شاخه زبان‌های اِلیسیان قرار می‌دهد. گروه‌بندی‌های سده ۲۰ (میلادی) این زبان‌ها را در دسته زبان‌های ساموئی قرار داده است.

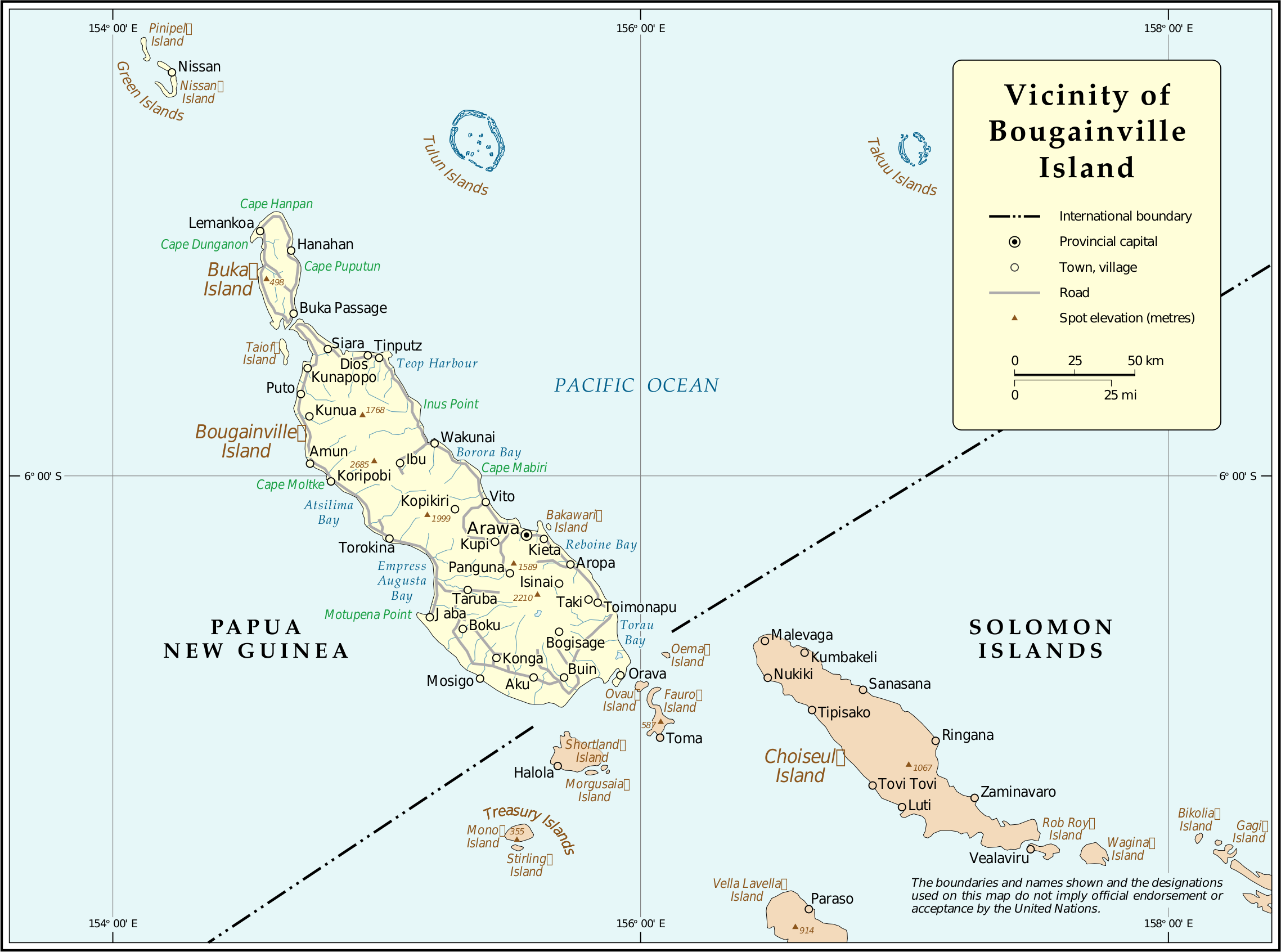
نقشه ناحیه‌های شمالی بوگنویل (جزایر سلیمان شمالی)

## اقتصاد
اقتصاد محلی تاکوئو به کشاورزی و ماهی‌گیری وابسته است. در سال‌های اخیر، به دلیل نفوذ آب شور دریا به آب شیرین بر اثر مد زیاد دریا، کشت گیاهان غذایی با مشکل مواجه شده‌است. در نتیجه، مردم مجبور به درخواست کمک از دولت مرکزی پاپوآ گینه نو و دولت منطقه‌ای بوگنویل شده‌اند. در سال ۲۰۰۱ هنگامی که کشتی تأمین کننده نیازهای مردم، برای تعمیر ۶ ماهه، از سفر باز ماند مردم آبخوست‌های تاکوئو دچار گرسنگی و محرومیت شدند.
در اوایل سال ۲۰۰۶ گردباد آبخوست‌های تاکوئو را درنوردید و باعث دشواری‌های بیشتری شد. در دسامبر ۲۰۰۸ چندین سیل که بر اثر مد زیاد دریا در ۳ روز ایجاد شده بودند همه آشپزخانه‌ها را ازبین برده، خانه و تعدادی از کلیساها را نابود کرده و مردم را وحشت زده کردند. به دلیل نگرانی از آسیب رسیدن به مردم ساکن در آب‌سنگ حلقوی، کشتی کمک‌رسانی برای چند هفته پس از این حادثه، امکان نزدیک شدن به آبخوست‌ها را نداشت. هم‌اکنون به نظر می‌رسد که بعضی از مردم تاکائو، تصمیم به جابجایی همیشگی به سرزمین اصلی بوگنویل را دارند.

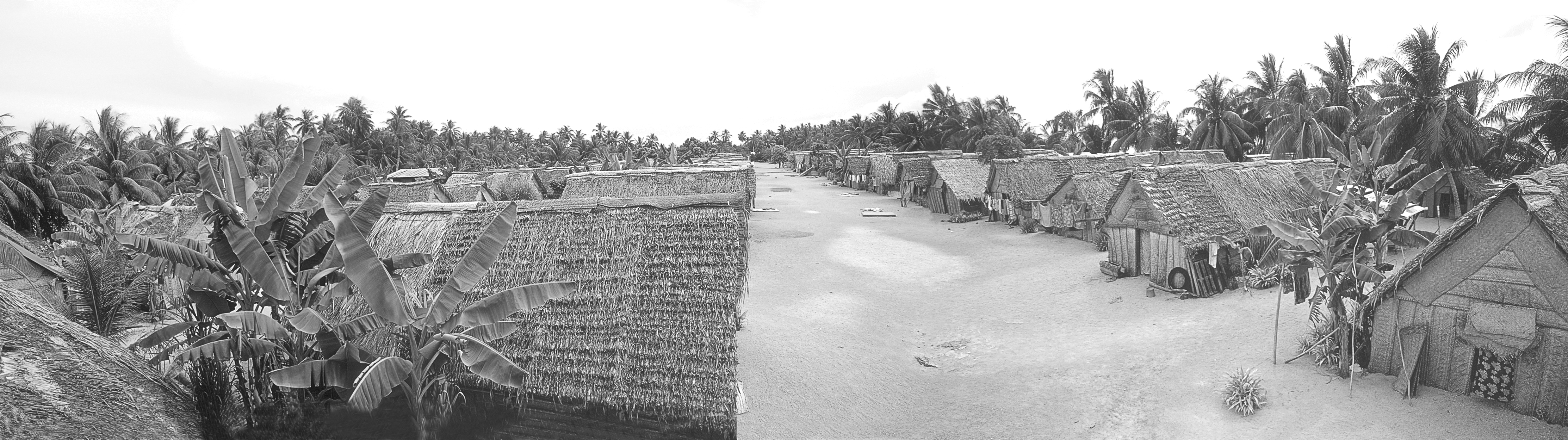
روستای تاکوئو در سال ۲۰۰۰